# Fundación Mujeres de Éxito
La Fundación Mujeres de Éxito es una organización no gubernamental de desarrollo y sin ánimo de lucro.

## Sobre la organización
La Fundación Mujeres de Éxito tiene como misión fundamental fortalecer las iniciativas de la mujer en diferentes campos a través de procesos de formación, empoderamiento, e intermediación social para mejorar las condiciones de vida, propiciando la autonomía económica y la autogestión. 

La Fundación está alineada con el tercero de Los Objetivos de Desarrollo del Milenio, también conocidos como Objetivos del Milenio (ODM) de las Organización de las Naciones Unidas (ONU), que reza: "Promover la igualdad entre los géneros y la autonomía de la mujer", esto lo logra por medio de los diferentes proyectos que realiza. A su vez, la Fundación Mujeres de Éxito busca contribuir con la "Erradicación de la pobreza extrema y el hambre",  y "Al cuidado del medio ambiente", primer y séptimo de Los Objetivos de Desarrollo del Milenio. 

## Proyectos
La fundación diseña, desarrolla e implementa programas y proyectos con el fin de empoderar y fortalecer las capacidades de las mujeres emprendedoras de Colombia, principalmente las de sectores vulnerables. Tienen tres áreas de direccionamiento: Proyectos Especiales, Centro de Desarrollo Empresarial y Talentos de Éxito, algunos de los Proyectos Especiales son: Premio Mujeres de Éxito, Concurso Mujer Rural, Mujer Orquídea o Navidad Solidaria.